# Diogène d'Œnoanda
Pour les articles homonymes, voir Diogène (homonymie).
Diogène d'Œnoanda est un épicurien grec du IIe siècle qui a fait graver un résumé de la philosophie d'Épicure sur un mur de portique dans la ville antique d'Œnoanda en Lycie, dans la tétrapole des Milyens (Asie Mineure, en Turquie actuelle). Les fragments du mur retrouvé, qui s'étendait initialement sur 80 mètres, constituent une importante source de la philosophie épicurienne.

## Notice biographique
On ne sait rien de la vie de Diogène à part le peu d'informations qu'il nous révèle. Il était assez riche pour acquérir une grande étendue de terre dans la ville d'Œnoanda et y construire une place afin d'y graver son inscription. Celle-ci a été datée de la fin du IIe siècle par des méthodes épigraphiques et linguistiques. Ayant trouvé la paix par la pratique de la doctrine d'Épicure, il nous dit que dans sa vieillesse, il a été poussé à « aider ceux qui viendront après nous » et « donc à donner les remèdes du salut par le biais de ce porche ».

## Les inscriptions

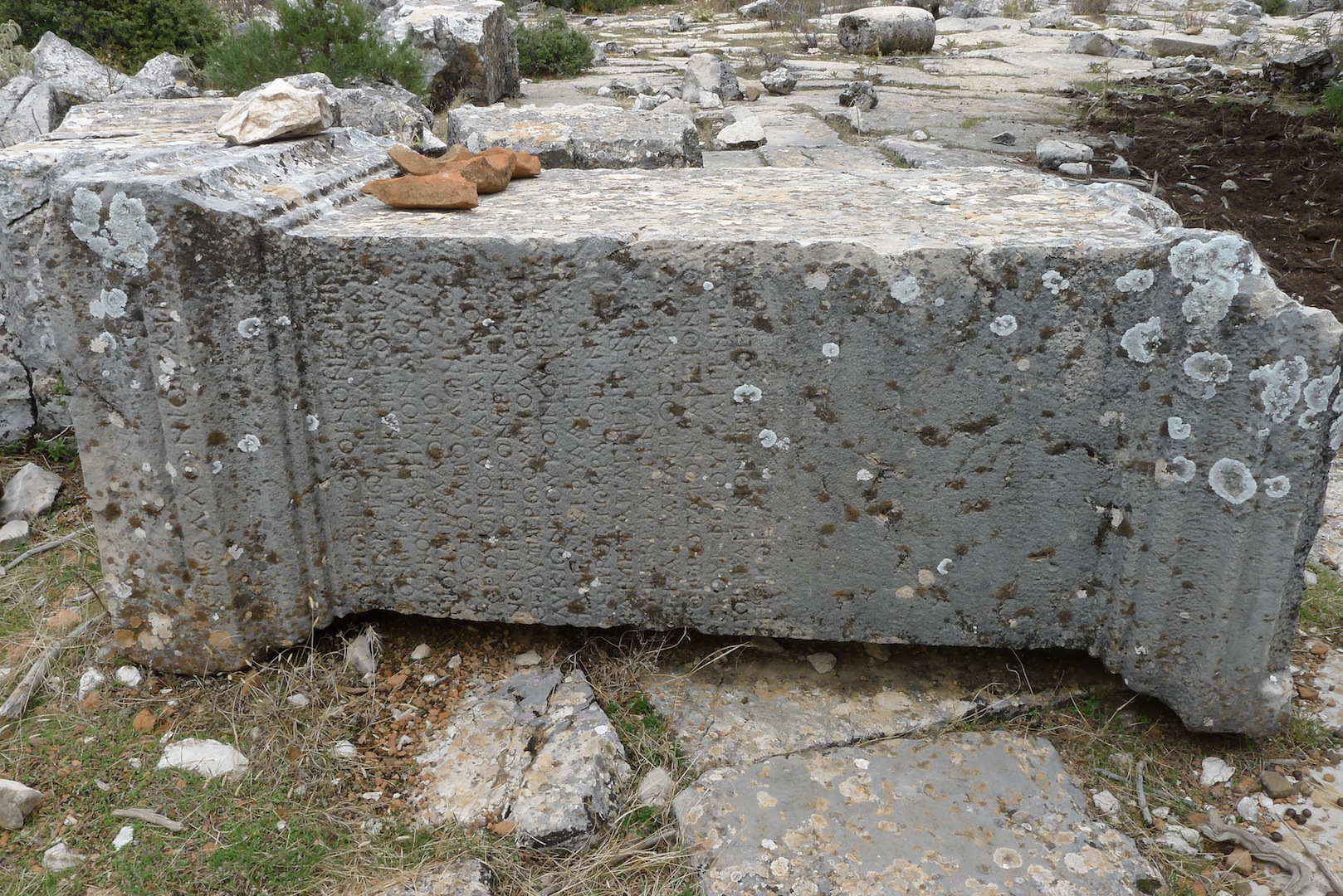
Une stèle des ruines d'Oinoanda

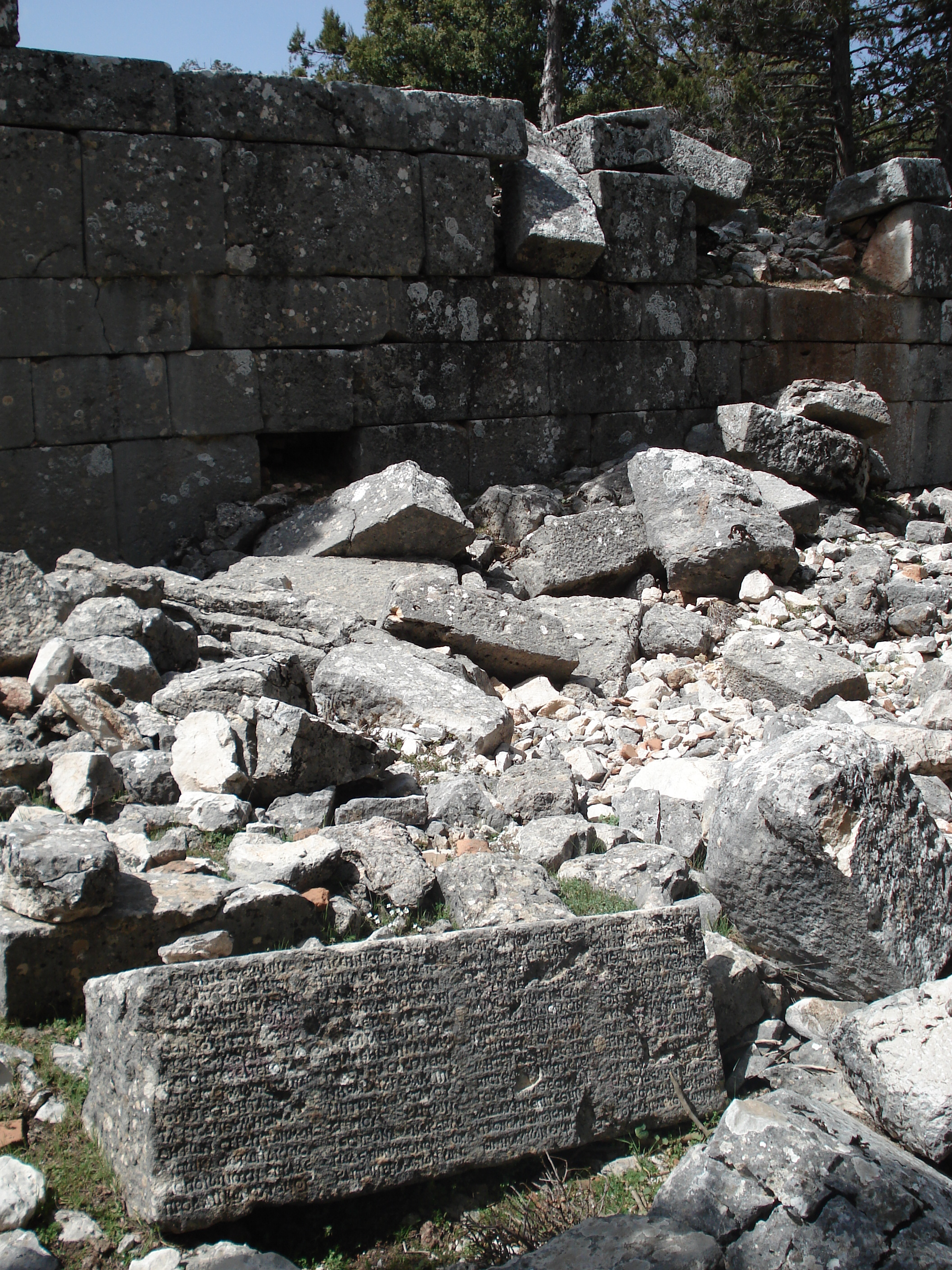
Un fragment d'inscription à Oinoanda (1970)

Diogène a construit une place rectangulaire entourée d'un portique, et décorée de statues. Sur l'un des côtés les plus petits, il a dressé un portail, avec peut-être son mausolée sur le côté opposé. Sur les deux grands côtés, il a inscrit une longue liste de doctrines épicuriennes. L'inscription était haute de 2,37 mètres et s'étendait sur environ 80 mètres. Elle comprenait environ 25 000 mots et occupait une surface d'environ 260 mètres carrés. C'est la plus longue inscription grecque que l'on connaisse. Les blocs de pierre inscrits ont été remployés dans la muraille tardo-antique d'Œnoanda, provoquant la dispersion de l'inscription. Elle a été découverte en 1884 par Maurice Holleaux et Pierre Paris, et le contenu des 64 premiers fragments a été publié en 1892. Depuis, d'autres fragments ont été découverts, notamment par Martin Ferguson Smith. 
La découverte et la restitution des fragments est un processus toujours en cours. C'est près de 6 000 mots qui furent décryptés et lisibles d'après les fragments. On estime cependant que la partie recouvrée doit être seulement le quart ou le tiers de l'inscription intacte.
L'inscription comprend trois traités écrits par Diogène, ainsi que diverses lettres et maximes :
- un Traité sur l'éthique, qui décrit la façon dont le plaisir est l'objectif de la vie, comment la vertu est un moyen d'y parvenir, et explique comment atteindre la vie heureuse ;
- un Traité sur la physique, qui a de nombreux parallèles avec Lucrèce, et inclut des discussions sur les rêves, les dieux, et contient un conte de l'origine de l'homme et l'invention de l'habillement, de la parole et l'écriture ;
- un Traité sur la vieillesse, qui semble avoir défendu la vieillesse contre les ricanements des jeunes ; une petite partie de ce traité a survécu ;
- lettres de Diogène à ses amis, qui comprend une lettre adressée à un certain Antipatros concernant la doctrine épicurienne de la pluralité des mondes ;
- maximes épicuriennes, une collection de proverbes d'Épicure et d'autres éminents épicuriens, qui a été ajouté à la fin du traité sur l'éthique ;
- les lettres d'Épicure, comprenant une lettre d'Épicure à sa mère sur le thème des rêves et de la vie philosophique.